# (633) Zelima
Pour les articles homonymes, voir Zelima.
(633) Zelima est un astéroïde de la ceinture principale découvert le 12 mai 1907 par l'astronome allemand August Kopff. Sa désignation provisoire était 1907 ZM.